# Єременко Костянтин Вікторович
Костянтин Вікторович Єременко (нар. 5 серпня 1970, Дніпропетровськ, СРСР — 18 березня 2010, Москва, Росія) — радянський та російський футзаліст. Найкращий футзаліст XX століття. Був найбільш високооплачуваним гравцем «Діни», отримуючи 11 тисяч доларів на місяць.

## Досягнення

### Як гравця

#### Командні
«Діна»
- Чемпіон Росії з футзалу (8)[2]: 1992/1993, 1993/1994, 1994/1995, 1995/1996, 1996/1997, 1997/1998, 1998/1999, 1999/2000
- Володар Кубка Вищої ліги: 1993, 1995
- Володар Міжконтинентального кубка: 1997
- Переможець Турніру європейських чемпіонів: 1995, 1997, 1999

збірна Росії
- Чемпіон Європи з футзалу: 1999
- Срібний призер чемпіонату Європи з футзалу: 1996
- Бронзовий призер чемпіонату Європи з футзалу: 2001
- Бронзовий призер чемпіонату світу з футзалу: 1996

#### Індивідуальні
- Найкращий гравець Росії: 1992, 1993, 1994, 1995, 1996, 1997, 1998
- Найкращий гравець чемпіонату Європи: 1996, 1999
- Найкращий бомбардир чемпіонату Європи: 1996, 1999
- Найкращий бомбардир Турніру європейських чемпіонів (5): 1995 (11 м'ячів), 1996 (7 м'ячів), 1997 (10 м'ячів), 1998 (9 м'ячів), 1999 (8 м'ячів)

### Як президента
- Чемпіон Росії: 2003, 2004, 2005, 2006, 2007, 2008
- Володар Кубка Росії: 2003, 2004, 2008, 2009
- Володар Кубка УЄФА: 2007
- Фіналіст Кубка УЄФА: 2005, 2006
- Бронзовий призер Кубка УЄФА: 2008

## Цікаві факти
- Із зарплатнею в 11 тисяч доларів, плюс преміальні, був найбільш високооплачуваним футзалістом в Росії в 1990-х роках[3].